# Dusolina Giannini

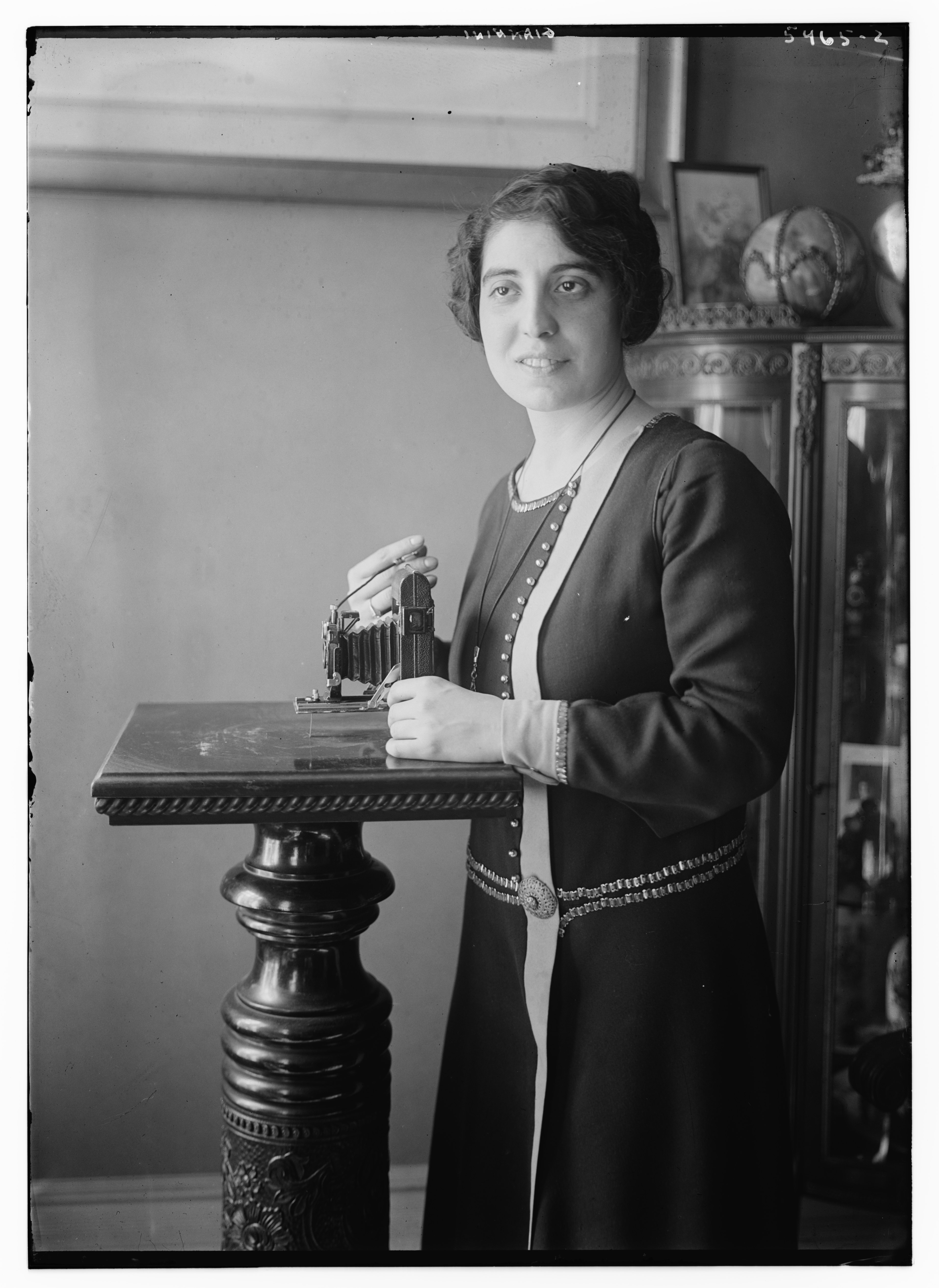
Dusolina Giannini

Dusolina Giannini (19. Dezember 1899 in Philadelphia – 29. Juni 1986 in Zürich) war eine italienisch-US-amerikanische Opern- und Konzertsängerin (Sopran).

## Leben und Wirken
Dusolina Gianninis Eltern stammten aus Italien. Ihr Vater, der Tenor Ferruccio Giannini (1868–1948), wanderte im Alter von 17 Jahren in die Vereinigten Staaten aus und rief dort eine Operntruppe ins Leben; ihre Mutter war die Geigerin Antonietta Briglia-Giannini (1872–1934). Einer ihrer Brüder, Francis F. Giannini (1908–1982) spielte Cello, ein anderer Bruder war der Komponist Vittorio Giannini; ihre Schwester, die Sängerin und Gesangspädagogin Eufemia Giannini-Gregory (1895–1979), unterrichtete unter anderem Judith Blegen, Frank Guarrera und Anna Moffo.
Ersten Unterricht erhielt Giannini von ihren Eltern. Bereits im Alter von 13 Jahren sang sie im Opernensemble ihres Vaters Azucena in Verdis Il trovatore. Später studierte sie bei Marcella Sembrich in New York. Dort vertrat sie im März 1923 mit großem Erfolg die erkrankte Anna Case bei einem Konzert in der Carnegie Hall. Es folgten Konzerte mit dem Minneapolis Symphony Orchestra unter der Leitung von Henri Verbrugghen und den New Yorker Philharmonikern unter Bruno Walter. In den Jahren 1924 und 1925 absolvierte sie Konzerttourneen in den USA, Kanada und auf Kuba sowie Konzerte in London und im Mai 1925 erstmals im „Beethoven-Saal“ neben der Berliner Philharmonie.
Ihr Debüt auf der Opernbühne hatte sie im September 1925 am Hamburger Stadttheater (heute Hamburgische Staatsoper) mit der Titelrolle in Verdis Aida, in Hamburg war sie auch als Santuzza in Cavalleria rusticana und 1938 in der Uraufführung der Oper The Scarlet Letter (Das Brandmal) ihres Bruders Vittorio Giannini zu hören. Weitere Gastspiele führten sie 1926 an die Städtische Oper Berlin als Aida (Dirigent: Bruno Walter) und Recha (Die Jüdin) und 1934 an die Staatsoper Unter den Linden als Carmen (Dirigent: Leo Blech).
Am Londoner Royal Opera House sang sie 1928 die Aida an der Seite von Aureliano Pertile, weitere Partien an diesem Opernhaus waren Santuzza in Cavalleria rusticana und Cio-Cio-San in Madama Butterfly. Große Tourneen führten sie in den 1920er und 1930er durch die USA.
An der Wiener Staatsoper trat Giannini zwischen 1934 und 1936 sowie 1949 insgesamt elf Mal auf (Titelpartien in Aida, Madama Butterfly, Tosca und Carmen). Bei den Salzburger Festspielen war sie von 1934 bis 1936 als Donna Anna in Don Giovanni (Dirigent: Bruno Walter) und Alice Ford in Falstaff zu hören (Dirigent: Arturo Toscanini). An der Pariser Opéra Garnier gastierte sie 1936 als Donna Anna.
Von 1936 bis 1941 war Giannini Ensemblemitglied der New Yorker Metropolitan Opera, wo sie in zwanzig Vorstellungen auftrat (als Aida, Santuzza, Tosca und Donna Anna). Während dieser Zeit gastierte sie auch an den Opernhäusern von Chicago und San Francisco. Ab 1944 wechselte sie an die neugegründete New York City Opera und sang ab 1947 unter anderem in London, Paris, Wien und Berlin. 1951 übernahm sie an der New York City Opera die Mezzosopranpartie der Amneris in Aida, musste aber nach dem ersten Akt abbrechen. Dieser Abend war zugleich ihr Abschied von der Opernbühne.
Zahlreiche Gastspiele und Tourneen führten sie im Laufe ihrer Laufbahn zudem unter anderem nach Deutschland, in die Schweiz, nach Australien, Neuseeland, Amsterdam, Brüssel, Genf, Kopenhagen, Monte Carlo, Nürnberg, Oslo, Prag und Zürich sowie nach San Francisco und Mexiko-Stadt.
Im Dezember 1942 heiratete sie in Philadelphia den New Yorker Geschäftsmann Elmer Alan Richter (1888–1974).
Als Konzertsängerin gab sie im April 1956 ihren Abschied mit einem Liederabend in Berlin. Ihr Begleiter war, wie bereits bei ihrem dortigen Debüt 30 Jahre zuvor, der Pianist Michael Raucheisen. Ab 1962 leitete sie mehrere Jahre lang eine Klasse Rolleninterpretation am internationalen Opernstudio des Stadttheaters Zürich.

## Rezeption
„Der Wohllaut und die Tonfülle ihrer Sopranstimme wurden durch die Dramatik ihrer Ausdruckskunst glücklich ergänzt; auch als Oratorien- und Liedersängerin von Bedeutung.“

„È la musica in persona – nella sua bellezza, nella sua sincerità, nella sua purezza.“

## Repertoire
Der Schwerpunkt ihres sehr schmalen Opernrepertoires lag im italienischen Fach zwischen lyrischen und dramatischen Rollen. Dazu zählten die Titelpartie in Aida, in Madama Butterfly, Tosca, und Carmen sowie Mrs. Ford in Falstaff, Santuzza in Mascagnis Cavalleria rusticana und Donna Anna in Don Giovanni. Obwohl als Tondokument eine herausragende Interpretation der Arie Casta Diva aus Bellinis Norma vorliegt, sang sie diese Rolle nie auf der Bühne. Aufnahmen von Arien gibt es auch als Leonora in Verdis La forza del destino und in der Titelpartie von Puccinis Manon Lescaut.
Das Spektrum ihrer Liedinterpretationen wird dokumentiert durch Einspielungen von Liedern Schuberts (Gretchen am Spinnrade, Ständchen) und Schumanns (Waldesgespräch), Johannes Brahms (Der Schmied) und Richard Strauss (Heimliche Aufforderung, Zueignung); weiters Aufnahmen einer Reihe italienischer Kanzonen und des mexikanischen Volksliedes Cielito lindo. Zudem interpretierte sie verschiedene italienische Lieder, darunter das neapolitanische Volkslied ’O sole mio.

## Tondokumente
Erste Schallplattenaufnahmen erfolgten im Sommer 1923 für das Label Victor, gut 20 Titel entstanden dort bis Mitte 1927.
Von 1925 bis 1928 folgten weitere Aufnahmen für His Master’s Voice in London und von 1929 bis 1938 Aufnahmen für die Electrola in Berlin.
Die bekannte Gesamtaufnahme der Aida mit Aureliano Pertile (Radames), Irene Minghini-Cattaneo (Amneris) und Giovanni Inghilleri (Amonasro) unter Carlo Sabajno wurde im Herbst 1928 in Mailand durch La voce del padrone, dem italienischen Zweig der HMV aufgenommen. 1931 und 1932 folgten dort weitere Aufnahmen, u. a. zwei Duette mit Beniamino Gigli.
Einige Titel wurden auf LP und CD wiederveröffentlicht, z. B. durch die Firma Preiser Records. Liveaufnahmen finden sich auf Dusolina Giannini in Concert 1936–47 (Eklipse Records, ca. 1998) und Dusolina Giannini – arias & duets...1943, 1944 (Naxos historical, 2003).
Hörbeispiele:
- Casta diva aus Norma von Vincenzo Bellini, mit dem Orchester der Mailänder Scala, 1931
- Vissi d'arte aus Tosca von Giacomo Puccini, mit dem San Francisco Symphony Orchestra, 1944
- Son giunta!... Madre, madre, pietosa vergine aus La forza del destino von Giuseppe Verdi, mit dem San Francisco Opera Orchestra, 1943
- Gretchen am Spinnrade von Franz Schubert mit Michael Raucheisen, 1929.